# ميكي أوليفر
ميكي أوليفر (بالإنجليزية: Mickey Oliver)‏ هو ملحن ومنتج أسطوانات ودي جيه أمريكي، ولد في 24 نوفمبر 1963.

## وصلات خارجية
- ميكي أوليفر على موقع ميوزك برينز (الإنجليزية)
- ميكي أوليفر على موقع أول ميوزيك (الإنجليزية)
- ميكي أوليفر على موقع ديسكوغز (الإنجليزية)